# Беретћоујфалу
Беретћоујфалу (мађ. Berettyóújfalu) град је у источној Мађарској. Беретћоујфалу је град у оквиру жупаније Хајду-Бихар.
Град има 15.407 становника према подацима из 2001. године.

## Географија
Град Беретћоујфалу се налази у источном делу Мађарске. Од престонице Будимпеште град је удаљен око 220 километара источно. Најближи већи град је Дебрецин, 35 километара јужно од града.
Беретћоујфалу се налази у источном делу Панонске низије, у равничарском подручју. Надморска висина места је око 95 m. Кроз град протиче река Беретћо, по којој је град добио назив.

## Становништво
По процени из 2017. у граду је живело 14.698 становника.
| 1990.  | 2001.  | 2011.  | 2017.  |
| ------ | ------ | ------ | ------ |
| 16.780 | 16.393 | 15.472 | 14.698 |

## Партнерски градови
- Маргита
- Порчија
- Монтегрото Терме
- Вишњи Волочок